# Poecile rufescens
Poecile rufescens là một loài chim trong họ Paridae.
Loài này được tìm thấy ở Tây Bắc Thái Bình Dương của Bắc Mỹ, từ phía nam Alaska đến tây nam California. Nó là một loài định cư trong phạm vi phân bố, với một số di chuyển theo mùa thành bầy đi kiếm ăn trong khoảng cách ngắn. Chúng thường di chuyển đến độ cao thấp hơn trong cùng khu vực khi khởi đầu của mùa đông và di chuyển trở lại lên đến độ cao cao hơn vào cuối mùa hè.
Nó là một loài chim bạc má nhỏ, dài 11,5-12,5 cm với trọng lượng 8,5-12,6 g.